# Epitélio pseudoestratificado

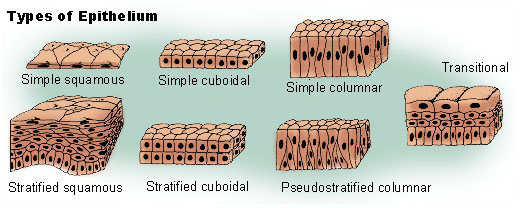
Tipos de epitélio

Um epitélio pseudoestratificado é um tipo de epitélio que, embora possua apenas uma camada de células, elas possuem seus núcleos posicionados em maneiras que sugerem um epitélio estratificado. Como isso raramente ocorre em epitélio escamoso ou epitélio cúbico, geralmente é considerado sinônimo com o termo  epitélio colunar pseudoestratificado.